# ليو فيلد
ليو فيلد (بالألمانية: Leo Feld)‏ هو درامي ‏ ومترجم نمساوي، ولد في 14 فبراير 1869 في آوغسبورغ في ألمانيا، وتوفي في 5 سبتمبر 1924 في فلورنسا في إيطاليا.

## وصلات خارجية
- ليو فيلد على موقع ميوزك برينز (الإنجليزية)
- ليو فيلد على موقع قاعدة بيانات برودواي على الإنترنت (الإنجليزية)